# 藤井リナ
藤井 リナ（ふじい リナ、1984年7月2日 - ）は、日本の女性ファッションモデル、アーティスト、歌手。本名同じ。東京都出身。ステラエンターテイメント所属。モデル時はLENA表記で活動することもある。

## 生い立ち
1984年、東京都で日米ハーフの父と日本人の母との間に生まれた。高校在学時には英語の習得を目的としてスイスへ留学。
その後原宿でスカウトされたことからモデルとしての経歴を始動。

## 経歴

### モデル
事務所には同時期に3人のモデルが入ったが、最初は藤井が最も仕事が少なかった。そこでショートカットをエクステをつけて長くし、肌の色が白すぎるので日焼けサロンに2日に1回ほど通って肌を焼くなど努力したところ、仕事が急増した。ファッション雑誌『ViVi』に2004年1月号から出演しており、sweetを担当している。ランジェリー雑誌『ピーチ・ジョン』のモデルとしても活躍していた。CANMAKE（キャンメイク）のイメージガールを務めている。
2013年7月末、それまでの所属先であるスターダストプロモーションを8月で退社し、9月には自身の事務所ステラエンターテイメントを設立することを発表した。
藤井のその後は、引き続きモデル業をしているだけでなく、自身の事務所の社長業や商品プロデュースも行っている事が2017年にテレビで報じられた。また、中国でモデルをしていることも報じられた。

### 音楽
2007年、DJ KAWASAKIの2枚目のアルバム『BEAUTIFUL TOO』のCDジャケットを飾り、収録曲「BRIGHT LIKE LIGHT feat. LENA FUJII」に参加し、歌手デビューを果たした。同作はイギリスのレーベルからも発売された。2008年に初のコレクションアルバム『LENA』を国内をはじめ、台湾や韓国で発売した。
2009年7月11日、自身の初となるライブを台湾台北市最大のクラブLUXYで行った。前日に行われた記者会見には100社以上のメディアが詰め掛けた。

### 私生活
2020年5月16日、妊娠中であることを発表。子供の父親は高校の同級生で、婚姻届は提出しないという。同年9月9日、第1子出産を報告。
2021年9月15日、第2子妊娠を公表。11月19日、第2子出産を報告。

## 人物
- 口の両端に左右対称に1つずつあるほくろが特徴的。
- 趣味は犬の散歩、読書、DVD鑑賞、外出する時のセルフスタイリング[1]。ソロバン3級、書道二段、硬筆準一段の資格を所持している[1]。

- 愛犬家であり、「ティファニー」と名付けたトイプードルを飼っている。

- 『ViVi』『ピーチ・ジョン』で共演したモデルのジェリーと仲が良い。しかし『ViVi』ではジェリーがクール担当のため、撮影はほとんど別だったとのこと[14]。

- 2008年11月14日のフジテレビ系報道番組「FNNニュース」で、藤井がバイクの駐車違反を70回繰り返し違反金額が60万円に達すると報じた。藤井が違反金の支払いに応じない場合、東京都の公安委員会が道路交通法に基づき資産を差し押さえる方針だと報じたが、J-CASTニュースが所属事務所に問い合わせると、広報担当者は、「全額支払ったと本人に確認している」と回答した[15]。

## 出演

### 雑誌
- ViVi（講談社、2004年1月号 - 2014年9月号）
- sweet
- ar
- VOCE
- LooK!s

### ラジオ番組
- 藤井リナ Ochappy Time〜Happy,Lucky♪ （2009年4月10日、FM長崎）

### WEB番組
- 藤井リナインタビュー │東京ガールズコレクション2012 Spring/Summer （2012年 3月5日、WWSチャンネル）[16]

### 映画
- 虹の女神 Rainbow Song（2006年）スピードカフェの女
- ワイルド・スピード MAX（2009年）ジゼル

### CM
- PEACH JOHN
- 日本マクドナルド「マックシェイク・マンゴーパッション」（2007年）
- パナソニック モバイルコミュニケーションズ「P705i」（2008年）
- ハウス食品 さわやか吐息 キャンディ スーパーカテキン
- ウォルト・ディズニー・ジャパン「DM004SH」（2009年）
- ベルクラシック「エル・エ・リナ」（2009年）
- Samantha Thavasa ♡ ViVi（2010年）
- CANMAKE（2010年）
- ライオン「Ban ナノイオンシリーズ」（2011年）

### テレビドラマ
- TOKYO本音モデルズ (2009年10月20日、フジテレビ) - 本人役/マリエとダブル主演

### 音楽作品
ミュージックビデオ
- 久保田利伸『Our Christmas』（2003年）
- DJ KAWASAKI『BRIGHT LIKE LIGHT feat. LENA FUJII』（2006年）
- 炎亞綸『一刀不剪』（2014年）[17]

CDジャケット
- DJ KAWASAKI『Beautiful』（2006年8月30日）
- DJ KAWASAKI『BEAUTIFUL TOO』（2007年1月1日）収録曲「BRIGHT LIKE LIGHT feat. LENA FUJII」に歌手としても参加

## 作品

### ディスコグラフィー

#### シングル
1. Rainbow（2009年11月4日）HMV限定発売

#### アルバム
1. LENA（2008年4月2日）

### その他
- DJ KAWASAKI『BEAUTIFUL TOO』（2007年1月1日）「BRIGHT LIKE LIGHT feat. LENA FUJII」収録
- Various Artists『ViVi presents HOLIDAY STYLE selected by LENA FUJII』（2008年7月2日）セレクトに参加
- AILI『Future』（2010年12月8日）「RHYTHM」収録
- S-WORD『KING OF ZIPANG ROAD TO KING』(2008年11月5日)「MY PLEASURE feat. Lena Fujii」収録

### 書籍
- NO MAKE（2010年2月10日、宝島社）ISBN 978-4796669481
- I LOVE Kawaii（2012年2月11日、講談社）ISBN 978-4062175135

#### 写真集
- LENA（2008年4月15日、SDP、撮影：中村和孝）ISBN 978-4903620244